# Ali Nawaz Chowhan
Ali Nawaz Chowhan (* im 20. Jahrhundert in Rawalpindi; † 3. September 2023 in Islamabad) war ein pakistanischer Richter.

## Leben
Ali Nawaz Chowhans Vater, Mola Dad Chohan, war bis 1958 Bürgermeister in Rawalpindi.
Chowhan studierte an der University of the Punjab und erwarb dort sowohl einen Bachelor of Arts als auch einen Bachelor of Laws. Er erwarb außerdem Abschlüsse in Scharia-Recht und Rechtswissenschaften an drei verschiedenen Universitäten: in Pakistan an der Internationalen Islamischen Universität in Islamabad und in Saudi-Arabien an der Internationalen Islamischen Universität in Medina und der Umm-al-Qura-Universität in Mekka. Darüber hinaus absolvierte er mehrere weitere vertiefende Studien in Pakistan und den USA, beispielsweise im Bereich des Beamtenrechts und der Drogenbekämpfung.
Er begann seine Tätigkeit als Bezirksrichter 1977 und war von 1999 bis 2005 Richter am Obersten Gericht in Lahore. Ab 2006 war er drei Jahre lang Richter am Internationalen Strafgerichtshof für das ehemalige Jugoslawien. 2010 war er Richter bei der UNESCO. Vom 6. März 2014 bis zum 12. Mai 2015 war er Oberster Richter Gambias. 2015 wurde er zum ersten Vorsitzenden der pakistanischen Nationalen Menschenrechtskommission (NCHR) ernannt.
Chowhan starb ca. 77-jährig am 3. September 2023 im Shifa International Hospital in Islamabad an einem Herzstillstand. Er wurde am 4. September in Rawalpindi beigesetzt.